# 도나키촌
도나키촌(일본어: 渡名喜村)은 일본 오키나와현 시마지리군의 촌이다.

## 지리

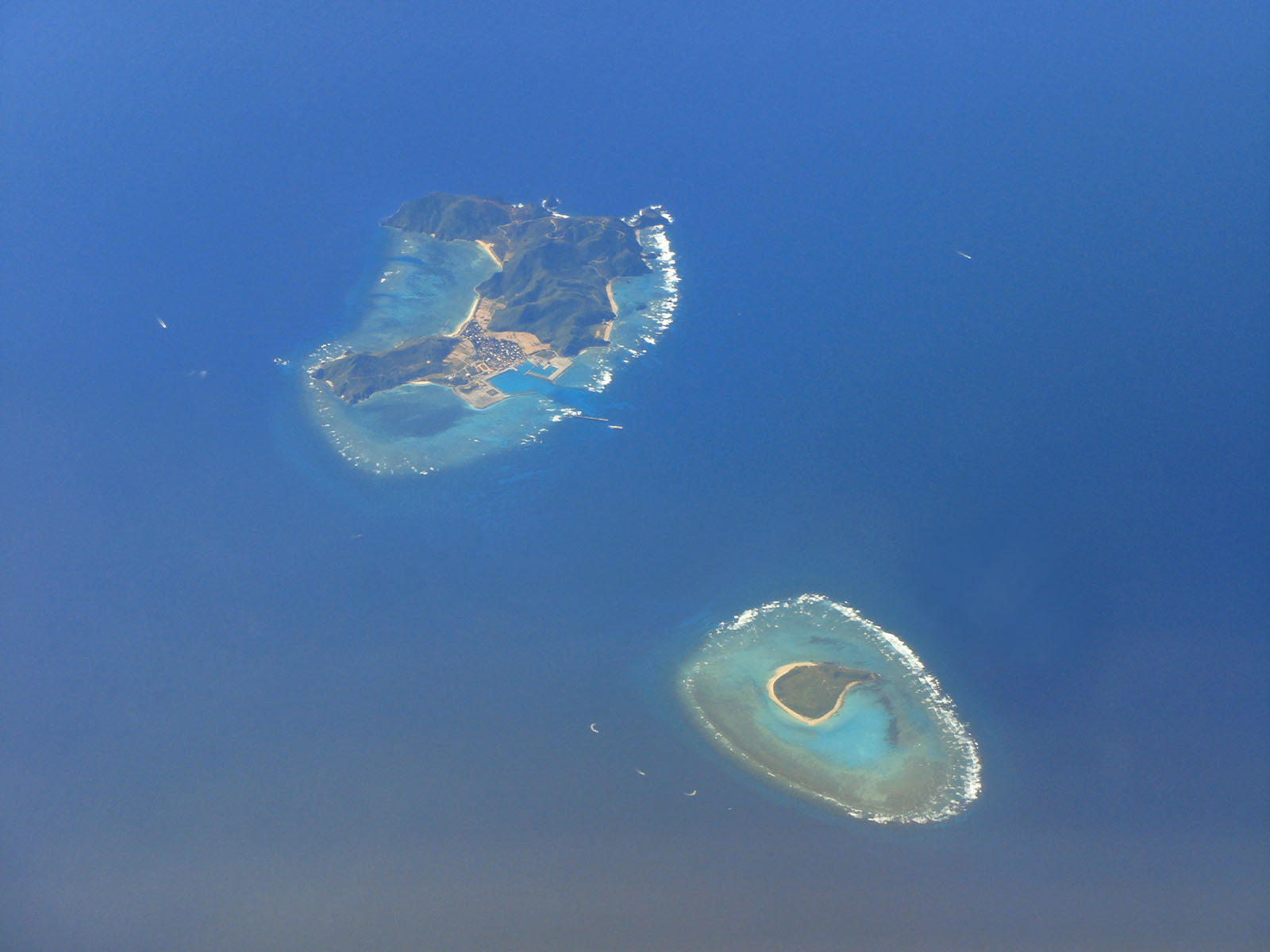
도나키섬(뒤)과 이리스나섬(앞)

나하시(오키나와섬 남부)에서 북서쪽으로 약 60km 떨어져 있고 구메섬·게라마 제도·아구니섬의 거의 중간에 위치한 유인도인 도나키섬과 무인도인 이리스나섬 등 2개 섬으로 구성된다. 면적은 3.74km2로 오키나와현에서 가장 작고 일본에서 두 번째로 작은 자치체이다.

## 역사
- 1908년 - 도나키촌이 성립하였다.
- 2000년 - 도나키섬의 취락 일대가 중요 전통적 건조물군 보존지구에 선정되었다.

## 교통

### 선박
- 도나키항